# 中注穴
中注，中醫穴名，属足少阴肾经。
中注是冲脉交会穴。《针灸甲乙经》稱中注穴在脐下半寸之位。《针灸大成》稱中注位於脐下一寸。《诸病源候论·生注候》載：“注者住也，言其病连滞停住，死又注易傍人也。”主治腰痛，腹胀，痢疾。